# Claro Caluya

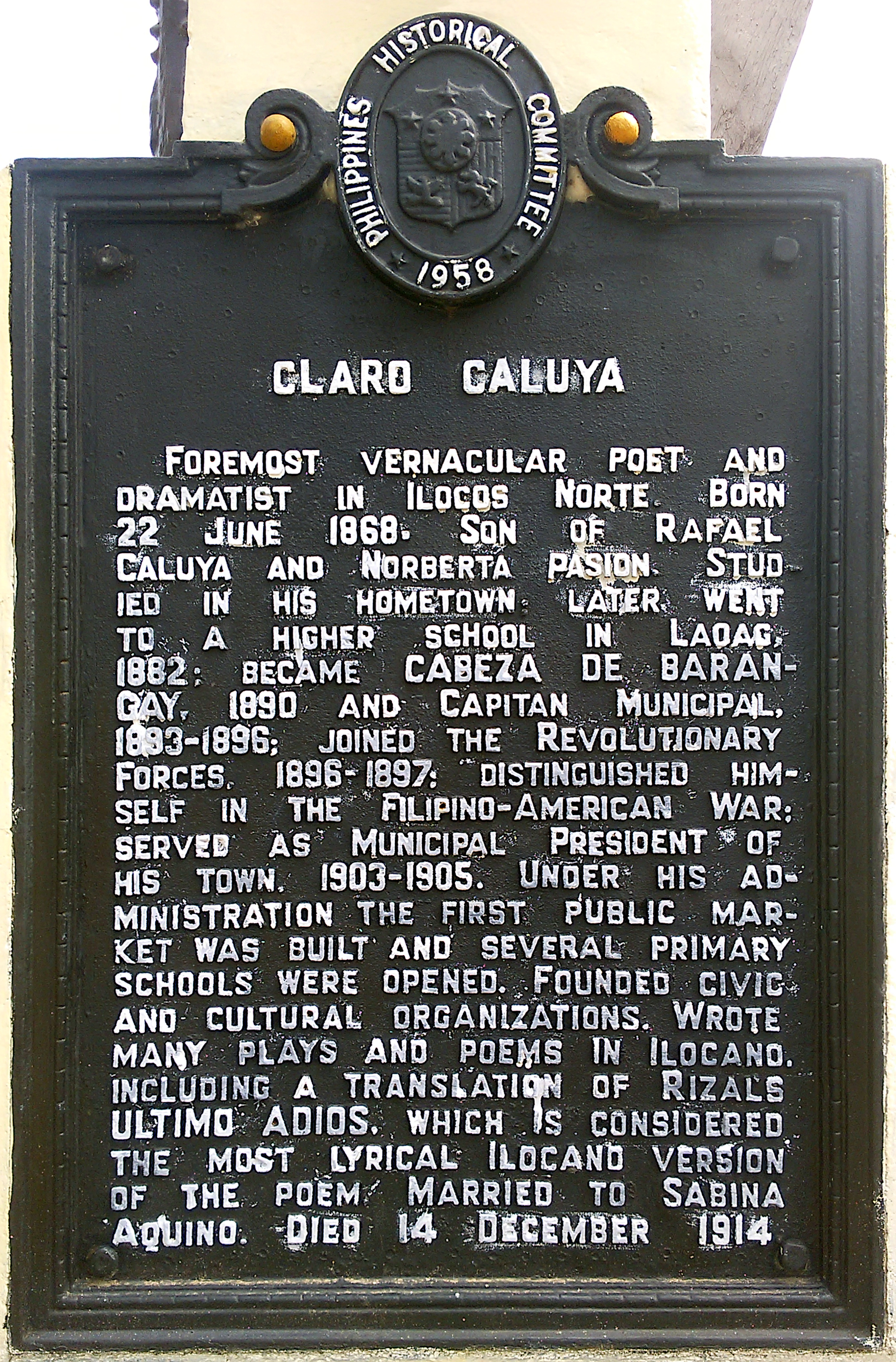
Gedenkplaat

Claro Caluya (Piddig, 22 juni 1868 - Manilla, 14 december 1914) was een Filipijns dichter en toneelschrijver. Hij werd wel de "Prins van Ilokano gedichten" genoemd. 

## Biografie
Claro Caluya werd geboren op 22 juni 1868 in de Piddig in de Filipijnse provincie Ilocos Norte. Hij was het derde van negen kinderen van Rafael Caluya en Nortberta Pasion. Caluya volgde onderwijs de lokale dorpsschool. Nadien ging hij een tijd lang naar een privéschool in Laoag.
Caluya schreef vele gedichten en toneelstukken in het Ilokano. Hij werd wel de "Prins van Ilokano gedichten" genoemd. Enkele van zijn gedichten waren: Ken Basang, Ken Pasing, Ken Eugenia Barrera, Panagpinnakada, Luluac to di Agsarday, Dinnacad Dil-dilawen, Uggot a Dipay Nagocrad en Barocongcot Marupsan Agyat Laeng. Veel van zijn gedichten werden gebruikt door zangers uit zijn tijd.
Caluya overleed in 1914 op 46-jarige leeftijd. Hij was getrouwd met Sabina Aquino. Ze kregen geen kinderen.